# Hawdala

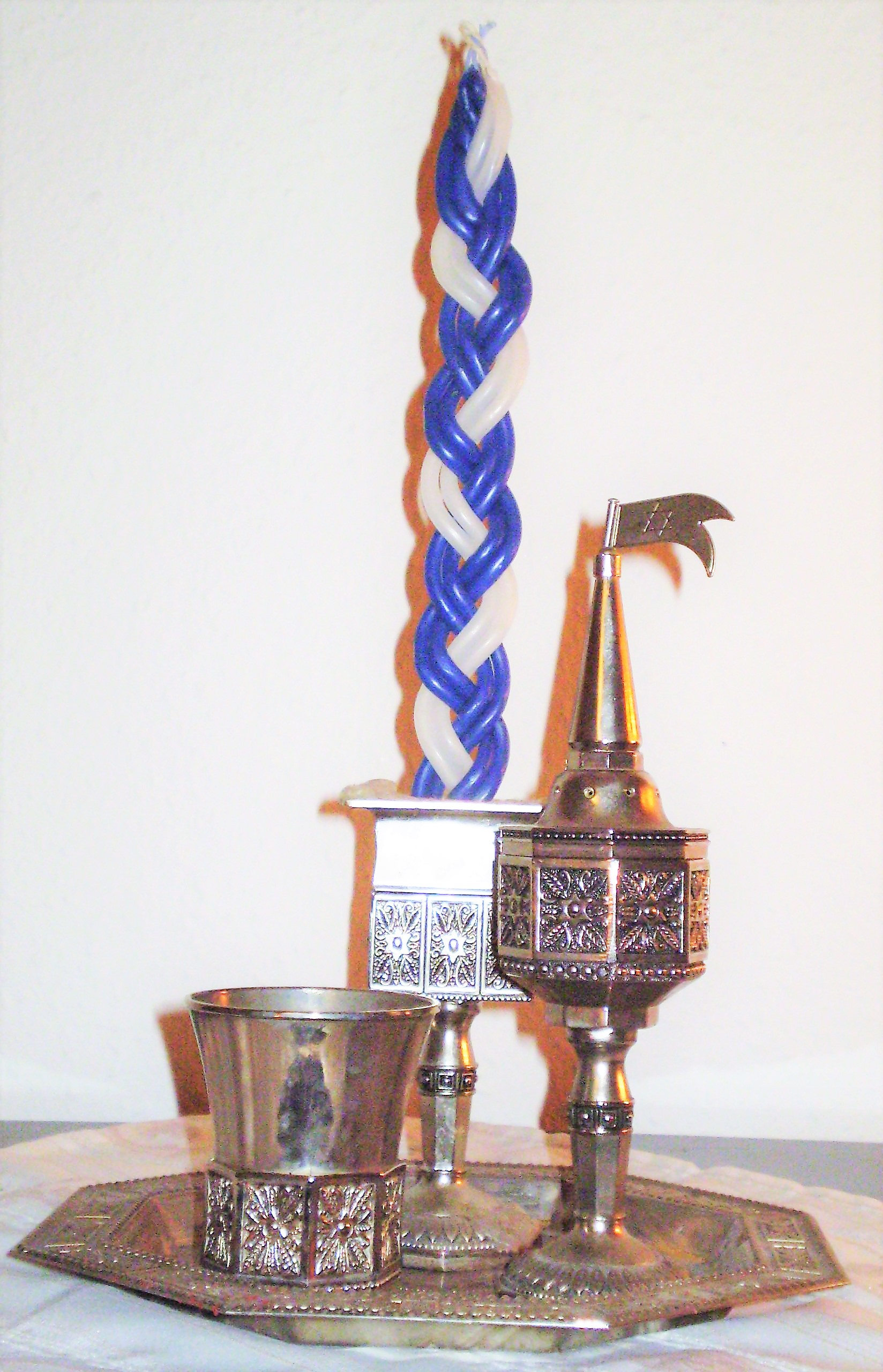
Hawdalakerze mit Kidduschbecher und Besamimbüchse

Hawdala (hebräisch הַבְדָּלָה haḇdālâ „Trennung“, „Unterscheidung“), auch Habdalah oder jiddisch Hawdole, ist ein religiöses Ritual im Judentum, das am Samstagabend bei Nachteinbruch das Ende des Schabbat und den Beginn der neuen Woche kennzeichnet. Dieser Zeitpunkt ist  dann, wenn drei mittlere Sterne am Himmel sichtbar sind oder – abhängig vom Wetter – sichtbar wären. Die Zeremonie wird auch am Ende eines anderen Festtags als des Schabbat gefeiert.

## Segenssprüche

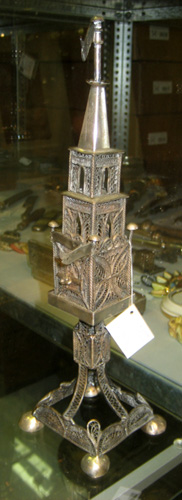
Besamimbüchse in Form eines Turms

### Weinsegen
Nach dem Erheben des mit koscherem Wein, koscherem Traubensaft oder auch einem anderen Getränk (außer Wasser) gefüllten Kiddusch-Bechers werden die folgenden Worte gesprochen:
Siehe, Gott ist meine Hilfe, darum bin ich voller Zuversicht und kenne keine Furcht; denn mein Sieg und Sang ist Gott, Gott ward mir zur Hilfe. So schöpfet denn Wasser in Freuden aus den Quellen der Hilfe! Bei Gott steht die Hilfe, deinem Volk deinen Segen Sela. Gott Zewaot ist mit uns. Emporhöhe uns der Gott Jakows Sela. Den Juden war einst Licht und Freude, Wonne und Würde, so möge auch uns werden! Den Kelch der Heilsverleihungen erhebe ich und rufe im Namen Gottes.
Dann wird der Segen über den Wein gesagt:
Gesegnet seist Du, Gott unser Gott, König der Welt, Schöpfer der Frucht des Weinstocks.
Wird anstelle von Wein ein anderes Getränk genommen, wird folgender Segensspruch gesagt:
Gesegnet seist Du, Gott unser Gott, König der Welt, der alles durch sein Wort erschaffen hat.

### Gewürzsegen
Nachdem der Becher zurückgestellt wurde, wird die Besamimbüchse mit den Gewürzen ergriffen und fortgesetzt:
Gesegnet seist Du, Gott unser Gott, König der Welt, Schöpfer der verschiedenen Gewürzarten.
Der Geruch der im Behälter befindlichen aromatischen Gewürze wird daraufhin eingeatmet.

### Lichtsegen

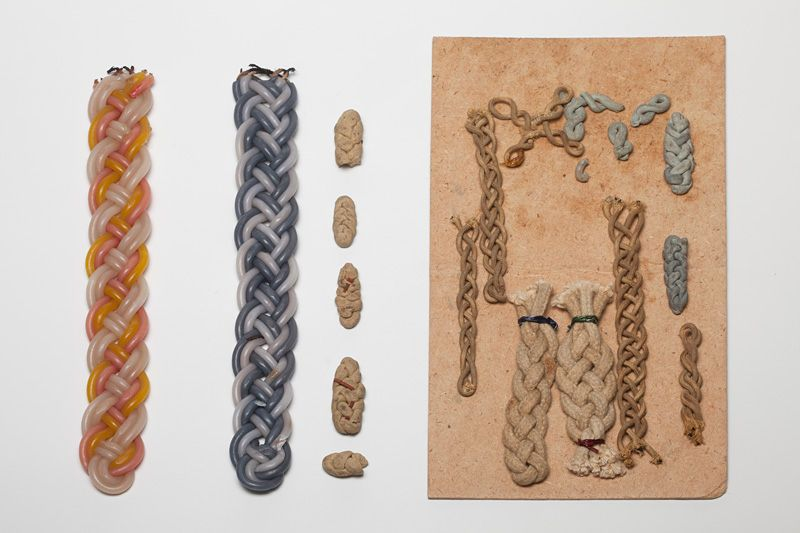
Hawdala Kerzen in der Sammlung des Jüdischen Museums der Schweiz.

Daraufhin werden die Hände zum Licht der geflochtenen, mehrdochtigen Hawdala-Kerze gestreckt, sodass es sich in den Fingernägeln reflektiert, wobei gesprochen wird:
Gesegnet seist Du, Gott unser Gott, König der Welt, Schöpfer der Lichtflammen des Feuers.
Dabei wird an die Schöpfung des Lichts am ersten Schöpfungstag erinnert. Der Becher wird wieder in die Hand genommen und rezitiert:
Gesegnet seist Du, Gott unser Gott, König der Welt, der zwischen Heiligtum und Nichtgeheiligtem geschieden, zwischen Licht und Finsternis, zwischen Jisrael und den Völkern, zwischen dem siebten Tag und den sechs Werktagen, gesegnet seist Du, Gott, der zwischen Heiligtum und Nichtgeheiligtem geschieden.
Die Kerze wird zum Schluss in einem Teller mit dem überfließenden Wein aus dem Kidduschbecher gelöscht. Der übriggebliebene Wein wird ausgetrunken. Sobald die Kerze ausgelöscht ist, wird dem Brauch nach ein Finger in den Wein getaucht und die Augenlider damit benetzt. Juden aus Nordafrika sprechen dabei Psalm 19,9 :
Die Gebote des Herrn sind lauter und beleuchten die Augen.

## Unterschiede an anderen Feiertagen
Handelt es sich nicht um den Schabbat, sondern um einen anderen Festtag, entfallen die Segenssprüche über die Gewürze und das Licht. Im letzten Segen heißt es dann: der zwischen dem Festtag und den Werktagen geschieden. Ist der auf den Schabbat folgende Tag ein Feiertag, so heißt es: der zwischen heilig und heilig geschieden.

## Bedeutung und Geschichte
Bereits in der Mischna (Ber 5,2) wird die Hawdala erwähnt. Der Geruch der Gewürze soll an den zu Ende gehenden Schabbat erinnern und Kraft für die kommende Woche geben. Rabbi Simeon ben Lakisch (2. Hälfte des 3. Jh.) wird die Tradition zugeschrieben, dass Gott den Menschen am Vorabend des Schabbat eine zusätzliche Seele (Neschama jetera) verleihe, die ihm am Ende des Schabbat wieder genommen wird. Sobald die Schabbat-Seele den Menschen verlässt, soll diese durch die Gewürze noch einmal den Duft des heiligen Tages genießen. Nach einer anderen Interpretation soll die „Alltagsseele“ des Menschen durch ebendiesen Duft zurückgehalten werden.

## Ähnlichkeiten
Bezüglich der Hawdala-Kerze bestehen Ähnlichkeiten zum Newweling, der in Mainz an Allerheiligen und Allerseelen Verwendung findet, und zum Wachsstock, wie er heute teilweise noch in Bayern weit verbreitet ist.